# Гней Корнелій Долабелла (проконсул Кілікії)
Гней Корнелій Долабелла (лат. Gnaeus Cornelius Dolabella, * близько  121 до н. е.  - † після  78 до н. е.) - римський державний діяч.
Гней Корнелій Долабелла, можливо, - син Гнея Корнелія Долабелли , вбитого 10 грудня 100 році до н. е. при придушенні руху свого брата (можливо, єдиноутробного) Луція Аппулея Сатурніна, народного трибуна в 103 і 100 роках до н. е., і онук консула 159 року до н. е. Гнея Корнелія Долабелли.
Мав сина - Публія Корнелія Долабеллу, консула-суффекта в 35 році до н. е. 
У 91 році до н. е. Гней Корнелій Долабелла і його родич Квінт Сервілій Цепіон притягнули до суду консула 115 року до н. е. Марка Емілія Скавра за звинуваченням у здирництві, але не добилися обвинувального вироку .
У 89 році до н. е., під час Союзницької війни, ймовірно, як військовий трибун командував у війську Гнея Помпея Страбона .
У 81 році до н. е. Гней Корнелій Долабелла - міський претор; розбирав судову справу Невія проти Квінкція та справу  Волкація .
У 80-79 роках до н. е. Гней Корнелій Долабелла - проконсул Кілікії , брав участь у вимаганнях та інших злочинах, організованих квестором Маллеолою і легатом (пізніше - проквестором) Верресом ; чинив тиск на проконсула Азії, щоб він стратив двох особистих ворогів Верреса, громадян міста Лампсака .
У 78 році до н. е., після повернення в Рим, був звинувачений Марком Емілієм Скавром-молодшим і засуджений на вигнання завдяки свідченням Верреса .